# 北大資源（控股）
北大資源（控股）有限公司，簡稱北大資源（控股），以及北大資源（英語：Peking University Resources（Holdings）Company Limited，港交所：0618），前身為「方正數碼（控股）有限公司」，在2000年11月16日，由方正控股有限公司成立一家代理電腦產品，也就是從榮文科技（集團）有限公司更名而來，主要業務銷售各類科技產品，包括切換器、網絡產品、伺服器、儲存裝置、工作站、手提電腦及屏幕投映機。

## 历史
總部位於香港新界荃灣海盛路9號有線電視大樓14樓1408室，合營公司包括方正流動電子商務等。集團亦投資中國房地產業務。
董事會主席為張兆東，以及總裁曾刚。
2015年北大資源控股向母公司北大資源集團控股收購12個中國大陸房地產項目。
北大資源（控股）的控股股東為香港方正資訊有限公司；該公司由北京大學兩大校企方正集團及北大資源集團（經子公司北大資源集團控股）擁有。

## 連結
- ECFounder.com.hk
- Irasia.com/listco/hk/ecfounder（页面存档备份，存于）

## 新聞
- 方正數碼4.5億購長沙地皮（页面存档备份，存于）